# Вагацуко (река)
Вагацуко́ (кабард.-черк. Выгъэцӏыкъуэ) — река в республике Кабардино-Балкария. Протекает по территории Урванского района.

## Характеристики
Река берёт начало с северного склона горы Корт-Тляпа и по узкому лесистому ущелью течёт на северо-восток. Устье реки находится в 23 км по правому берегу реки Аргудан, к югу от одноимённого села Аргудан. Длина реки составляет 11 км, с общей водосборной площадью в 18,5 км².
У места впадения реки Вагацуко в Аргудан, проходит административная граница между Урванским и Лескенским районами.

## Данные водного реестра
По данным государственного водного реестра России относится к Западно-Каспийскому бассейновому округу, водохозяйственный участок реки — Терек от впадения реки Урух до впадения реки Малка. Речной бассейн реки — Реки бассейна Каспийского моря междуречья Терека и Волги.
Код объекта в государственном водном реестре — 07020000412108200004041.